# Delias magsadana
Delias magsadana is een vlindersoort uit de familie van de Pieridae (witjes), onderfamilie Pierinae.
Delias magsadana werd in 1995 beschreven door Yamamoto.